# Maximilien I de Béthune

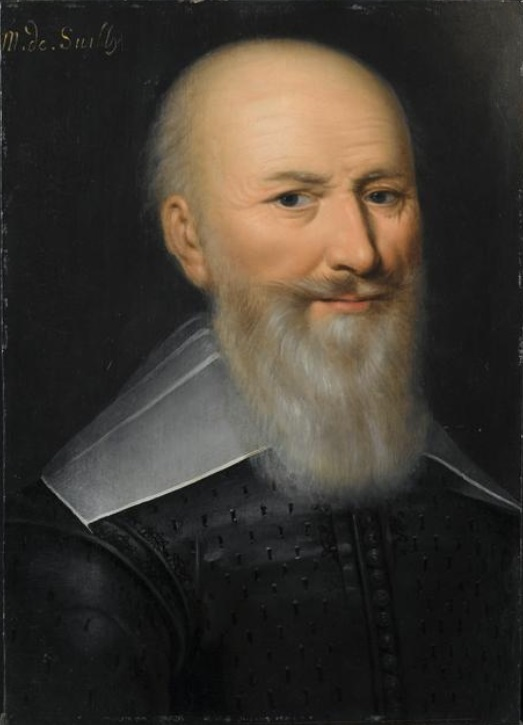
Maximilien de Béthune, Công tước Sully

Maximilien de Béthune, Công tước Sully (13 tháng 12 năm 1559 - 22 tháng 12 năm 1641) là một quý tộc, chính khách Pháp, từng giữ các tước vị hoàng thân của Henrichemont và Boisbelle, nam tước rồi hầu tước của Rosny, hầu tước của Nogent-le-Rotrou, bá tước của Muret và Villebon và tử tước Meaux. Ông cũng từng là bộ trưởng của vua Henri IV.
Maximilien de Béthune sinh năm 1559 tại Rosny-sur-Seine, gần Mantes. Ông học tại collège de Bourgogne ở Paris và may mắn trốn thoát trong vụ Thảm sát Ngày lễ Thánh Barthélemy. Maximilien de Béthune trở thành bạn của Henri III của Navarre và cùng tham gia trong nhiều trận chiến. Khi Henri III của Navarre lên ngôi vua Pháp, trở thành Henri IV của Pháp, Maximilien de Béthune trở thành bộ trưởng Tài chính cho vị vua mới. Sau khi Henri IV bị ám sát, Maximilien de Béthune vẫn tiếp tục tham gia chính trường. Ông được phong hàm thống chế Pháp vào năm 1634.
Maximilien de Béthune mất ngày 22 tháng 12 năm 1641 tại Villebon, Eure-et-Loir